# Francis Knott
Francis Arthur Knott (ur. 11 sierpnia 1882, zm. 24 marca 1958) – brytyjski lekkoatleta.
Brał udział w biegu na 1500 metrów na Letnich Igrzyskach Olimpijskich 1908, zajął 4. miejsce i nie awansował do finału.